# Interpretivism (rättsfilosofi)
Interpretivism är en teori inom den samtida rättsvetenskapen och rättsfilosofin, som ofta betraktas som en medelväg mellan rättspositivism och naturrätt.
Interpretivism kännetecknas av:
1. att lag inte ses som en uppsättning givna data, fakta eller konventioner, utan som vad rättsskipare gör den till.
2. att lag och moral inte ses som åtskilda, om än ibland olika.
3. att lag inte ses som immanent i naturen (i människans förnuft), och heller inte rättsliga värderingar existerar oberoende av det rättsskipande organet.

Teorin är främst förknippad med Chaim Perelman, Castanheira Neves och Ronald Dworkin.
Till interpretivismen räknas ofta även den juridiska hermeneutiken, med namn som Helmut Coing och Emilio Betti. Det är en gren av hermeneutiken, som grundades på 1900-talet och framför allt företräddes av Martin Heidegger och Hans-Georg Gadamer.

## Kända interpretivister
- Josef Esser
- Theodor Viehweg
- Chaim Perelman
- Wolfgang Fikentscher
- Castanheira Neves
- Friedrich Müller
- Ronald Dworkin
- Aulis Aarnio
- Robert Alexy